# Pont d'Adam
 (octobre 2016).
Si vous disposez d'ouvrages ou d'articles de référence ou si vous connaissez des sites web de qualité traitant du thème abordé ici, merci de compléter l'article en donnant les références utiles à sa vérifiabilité et en les liant à la section « Notes et références ».
Le pont d'Adam (en tamoul ஆதாம் பாலம் (āthām pālam), en cingalais ආදම්ගේ පාලම (Adamgay Palama)) aussi appelé pont de Rāma ou Setubandha (en tamoul இராமர் பாலம் (irāmar pālam), en sanskrit रामसेतु (rāmasetu) ou सेतुबन्ध (sētubandha)), est un archipel constitué de bancs de sable s'étirant entre l'Inde et le Sri Lanka et séparant le golfe de Mannar du détroit de Palk.

## Géographie
Le pont d'Adam est constitué d'un chapelet de bancs de sable et de hauts-fonds s'étirant sur une trentaine de kilomètres entre le Sud-Est de l'Inde et le Nord-Ouest du Sri Lanka à la limite du golfe du Bengale et de la mer des Laquedives. Plus précisément, l'archipel relie l'île indienne de Pamban à l'île sri-lankaise de Mannar. Administrativement, l'archipel est partagé entre l'Inde et le Sri Lanka, respectivement entre le district de Ramanathapuram de l'État du Tamil Nadu et le district de Mannar de la province du Nord.
Le pont d'Adam sépare la baie et le détroit de Palk (au nord) du golfe de Mannar (au sud) et ses hauts-fonds empêchent les navires avec un certain tirant d'eau de faire le passage. En effet, la profondeur n'excède pas 1,2 mètre à marée haute entre les différentes îles hormis au niveau de trois chenaux difficiles à franchir en bateau.

## Histoire
Selon des indices géologiques et des textes anciens, le pont d'Adam a été par le passé un isthme permettant le passage à pied entre le sous-continent indien et Ceylan qu'une violente tempête survenue en 1480 a partiellement détruit,, créant les différentes îles de l'archipel. Dans le Rāmāyana, l'archipel, appelé « pont de Rāma », a été construit par Rāma désireux de gagner l'île de Lanka où son épouse Sitā était retenue prisonnière par le roi démon Rāvana.
Si la première mention du pont d'Adam dans la littérature géographique arabo-persane (Al-Biruni dans son Kitab'ul Hind) se réfère à son endonyme de Setubandha, ce seront néanmoins les Arabes et les Persans qui contribueront à l'émergence et à la popularisation de l'exonyme « pont d'Adam » (en arabe : جسر آدم (Jisr Adam)). Un nom attribué en référence à une croyance islamique ancienne qu'Adam, après avoir été chassé du Jardin d'Éden, s'était trouvé sur l'île de Ceylan (en arabe : سرندیب (Sarandib) ; du persan : سرندیپ) qu'il quitta par cet archipel pour aller en quête d'Ève (Hawwa). Cette croyance est en relation avec le pic d'Adam (en arabe جبل الرحون (Jebel al Rohun) ou الرحون (Al Rohun)) dans le Massif central srilankais, où une trace de pas au sommet du pic est considéré comme un vestige du passage d'Adam.

## Projets
Avec la colonisation du Raj britannique et de Ceylan par le Royaume-Uni, des travaux furent entrepris dans le pont d'Adam, d'une part dès 1838 afin d'améliorer la navigation entre les bancs de sable, et d'autre part au début du XXe siècle dans le but d'établir une liaison fixe terrestre entre le Sri Lanka et le continent. La compagnie ferroviaire South Indian Railway (en) tenta ainsi de construire une ligne de chemin de fer grâce à un viaduc mais il ne fut jamais entièrement réalisé. Néanmoins, la liaison ferroviaire Indo-Ceylan express (en) a fonctionné jusqu'en 1965. Cette ligne de chemin de fer permettait de relier Madras à Colombo avec une partie par ferry entre l'extrémité orientale de l'île indienne de Pamban et l'extrémité occidentale de l'île sri lankaise de Mannar. Mais en 1965, un cyclone tropical détruit une grande partie de la voie à Dhanushkodi, le dernier village indien au bout de l'île de Pamban, et les trains s'arrêtent désormais à Rameswaram.
Un projet du chenal maritime Sethusamudram (en) a été officiellement envisagé une quinzaine de fois depuis la première élaboration connue, celle du commandant A. D. Taylor des Indian Marines en 1860. Il s'agirait de créer un passage pouvant être emprunté par les navires qui pourraient alors éviter le contournement du Sri Lanka en traversant le détroit de Palk et ainsi économiser les trente heures de navigation que représentent ces 400 kilomètres. Le projet le plus récent prévoyait de draguer les hauts-fonds situés non loin de Danushkodi, le dernier village indien à l'extrémité orientale de l'île de Pamban. Ce projet fut bloqué en 2010 par une décision de la cour suprême indienne le subordonnant à un rapport environnemental, qui ne fut jamais produit, et l'abandon du projet a été annoncé en 2021.
La construction d'un pont routier et ferroviaire est l'objet de discussions entre l'Inde et le Sri Lanka. Le projet coûterait cinq milliards de dollars.